# Marqués de la Valdavia (metrostation)
Marqués de la Valdavia is een metrostation in San Sebastián de los Reyes. Het station werd geopend op 26 april 2007 en wordt bediend door lijn 10 van de metro van Madrid.
De naam verwijst naar Mariano Osorio y Lamadrid (1850-1898), 2e marqués de la Valdavia.